# Vladimir Petković
Vladimir Petković (Sarajevo, 15 d'agost de 1963) és un exfutbolista i entrenador de futbol croat nascut a Bòsnia i Hercegovina. actualment és l'entrenador de la selecció d'Algèria
Té tres nacionalitats: la bosniana (per ius soli), la croata (per ius sanguinis) i la suïssa. Parla diversos idiomes, a més del seu croat matern: el italià, el francès, el castellà, l'alemany i el rus.

## Carrera com a entrenador
Inicis

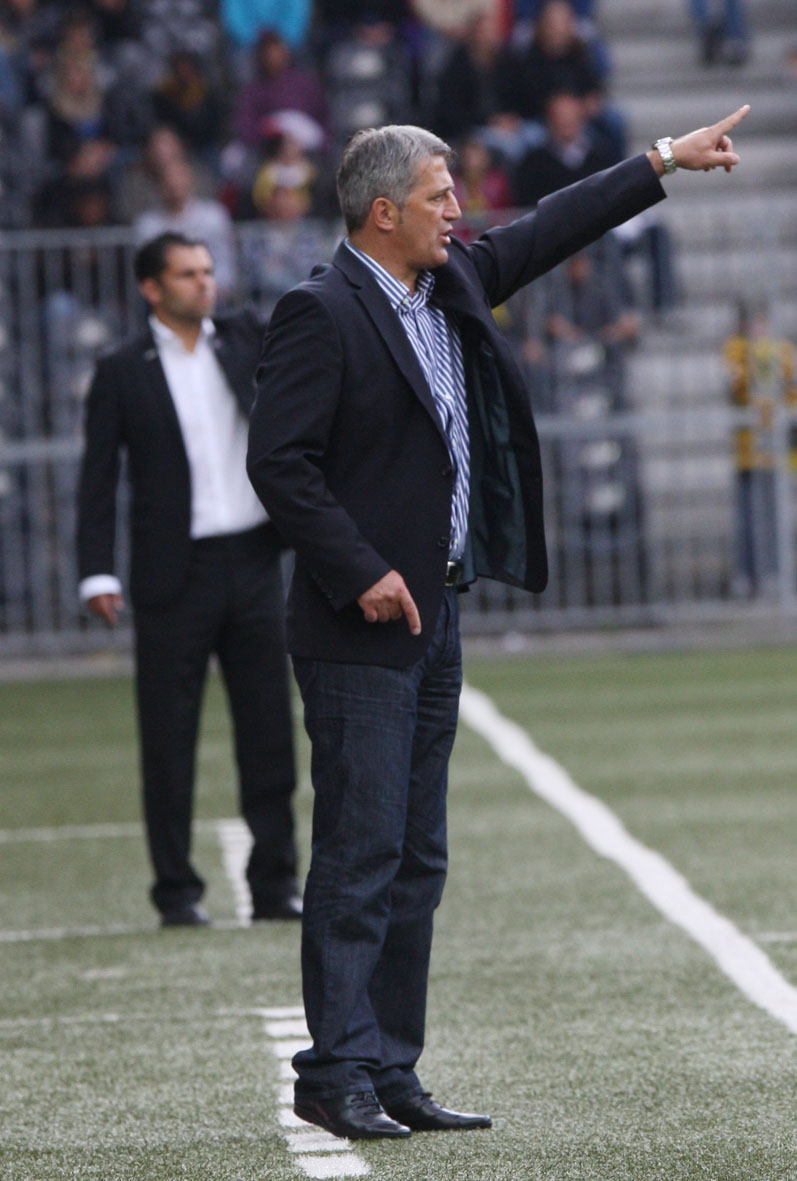
Vladimir Petkovic.

Ha desenvolupat pràcticament tota la seva carrera d'entrenador entrenant a equips de Suïssa. Va començar sent jugador-entrenador del AC Bellinzona el 1997. Després va passar pel FC Malcantone Agno i pel FC Lugano.
Dirigint novament l'AC Bellinzona, va aconseguir portar a aquest equip a la primera divisió de Suïssa i a la final de la Copa.
BSC Young Boys
El BSC Young Boys el va fitxar el 2008, i va aconseguir acabar subcampió el 2009. El maig de 2011 va ser acomiadat per tenir a l'equip tercer i molt allunyat dels dos contendents al títol.
Samsunspor i FC Sion
L'estiu de 2011, va esdevenir el nou entrenador del Samsunspor de la Süper Lig de Turquia, però va dimitir el gener de 2012, amb l'equip en llocs de descens. El 15 de maig es va fer càrrec del FC Sion de Suïssa fins a final de temporada.
SS Lazio
El 2 de juny de 2012, va ser nomenat nou tècnic de la SS Lazio per les dues properes temporades. En la seva primera campanya al capdavant de l'equip romà, no va aconseguir classificar-ho per a cap competició europea per la via de la Lliga, ja que va acabar 7è en la Sèrie A; però sí va accedir a la UEFA Europa League en guanyar la Coppa (1-0 a la Roma en la final).
El 4 de gener de 2014, va ser destituït com a entrenador de la Lazio. El club va al·legar una pèrdua de confiança en el treball del tècnic, que va deixar a l'equip en 10è lloc amb 20 punts després de 17 jornades de la Sèrie A, sent reemplaçat pel qual fos el seu antecessor, Edoardo Reja.
Selecció de Suïssa
El 23 de desembre de 2013, es confirma que serà el nou seleccionador de Suïssa després del Mundial de Brasil, substituint a Ottmar Hitzfeld. Al capdavant del conjunt helvètic, aconsegueix la classificació per l'Eurocopa 2016.

## Clubs

### Com a jugador
| Club               | País       | Any       |
| ------------------ | ---------- | --------- |
| FC Sarajevo        | Iugoslàvia | 1981-1984 |
| FC Rudar Prijedor  | Iugoslàvia | 1984-1985 |
| FC Sarajevo        | Iugoslàvia | 1985      |
| NK Koper           | Iugoslàvia | 1985-1986 |
| FC Sarajevo        | Iugoslàvia | 1986-1987 |
| FC Coire 97        | Suïssa     | 1987-1988 |
| FC Sion            | Suïssa     | 1988-1989 |
| FC Martigny-Sports | Suïssa     | 1989-1990 |
| FC Coire 97        | Suïssa     | 1990-1993 |
| AC Bellinzone      | Suïssa     | 1993-1996 |
| FC Locarno         | Suïssa     | 1996-1997 |
| AC Bellinzona      | Suïssa     | 1997-1998 |
| SC Buochs          | Suïssa     | 1998-1999 |

### Com a entrenador
| Club               | País    | Any       | P   | PG | PE | PP | Plantilla:Abreujament |
| ------------------ | ------- | --------- | --- | -- | -- | -- | --------------------- |
| AC Bellinzona      | Suïssa  | 1997-1998 |     |    |    |    |                       |
| FC Malcantone Agno | Suïssa  | 1999-2004 |     |    |    |    |                       |
| FC Lugano          | Suïssa  | 2004-2005 | 34  | 14 | 8  | 12 | 41.18                 |
| AC Bellinzona      | Suïssa  | 2005-2007 | 97  | 56 | 21 | 20 | 57.73                 |
| BSC Young Boys     | Suïssa  | 2008-2011 | 131 | 78 | 21 | 32 | 59.54                 |
| Samsunspor         | Turquia | 2011-2012 | 22  | 4  | 7  | 11 | 18.18                 |
| FC Sion            | Suïssa  | 2012      | 4   | 1  | 0  | 3  | 25                    |
| SS Lazio           | Itàlia  | 2012-2013 | 79  | 38 | 21 | 20 | 48.1                  |
| Selecció suïssa    | Suïssa  | 2014-...  | 13  | 8  | 2  | 3  | 61.54                 |